# Teya & Salena
Teya & Salena war ein österreichisches Musikduo, bestehend aus Teodora Špirić (serbisch-kyrillisch Теодора Шпирић; * 12. April 2000 in Wien) und Selina-Maria Edbauer (* 11. März 1998 in Leoben).

## Geschichte

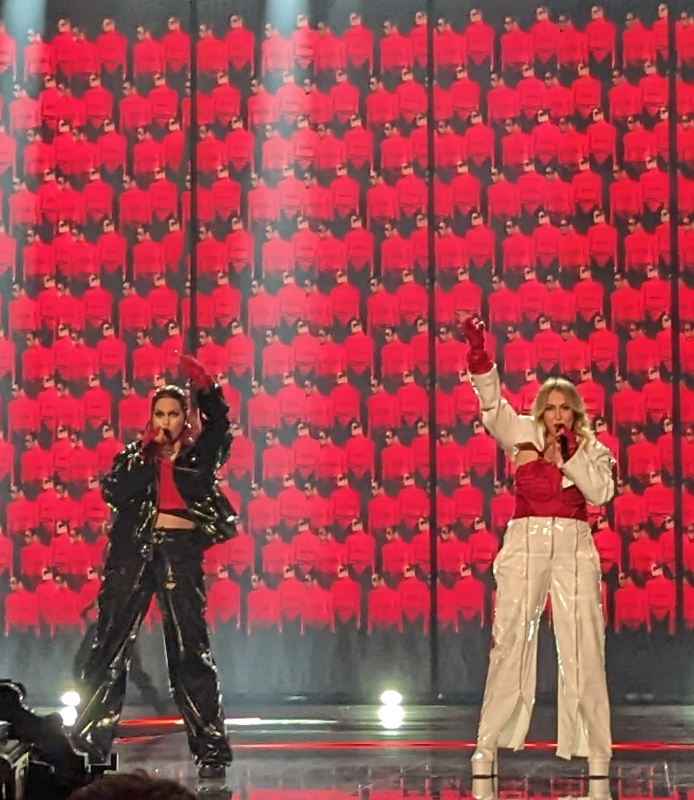
Teya & Salena während des Juryfinales beim Eurovision Song Contest 2023

Špirić stammt aus Wien, Edbauer wuchs in Seiz auf. Špirić lebte zudem mehrere Jahre in Kladovo. Die beiden lernten sich 2021 bei der Castingshow Starmania kennen. Edbauer schied dabei im Halbfinale aus, Špirić erreichte die zweite Finalshow. Edbauer hatte bereits 2017 an der siebten Staffel von The Voice of Germany teilgenommen und dort als Teil des Teams von Samu Haber die dritte Runde erreicht.
Am 31. Jänner 2023 wurde bekannt, dass das Duo Österreich beim Eurovision Song Contest 2023 in Liverpool vertreten wird. Beide hatten sich bereits in der Vergangenheit mehrfach für den ESC beworben, Špirić als Thea Devy 2020 mit Judgment Day und Edbauer 2019 mit Behind The Waterfall. Außerdem war Špirić mit ihrem Beitrag, nachdem sie nicht von der internen Jury Österreichs ausgewählt worden war, zum serbischen Vorentscheid Beovizija angetreten und hatte dort im Finale Rang 10 von 12 Teilnehmern erreicht.
Das Lied für den ESC 2023 war bei einem Songwriting-Camp in Tschechien entstanden und wurde am 8. März 2023 veröffentlicht. Es trägt den Titel Who the Hell Is Edgar?, übersetzt: „Wer zur Hölle ist Edgar?“ Gemeint ist Edgar Allan Poe, der als Ghostwriter diesen Song geschrieben haben soll.
Beim Wettbewerb selbst konnte sich das Duo für das Finale qualifizieren, wo ihnen die Startnummer 1 zugeteilt wurde. Es war das erste Mal seit 1981, dass Österreich das Finale des Eurovision Song Contest eröffnet hatte. Beim Finale in Liverpool am 13. Mai 2023 erreichte das Duo den 15. Platz.
Am 9. September 2023 veröffentlichten sie mit Bye Bye Bye ihren zweiten Song. Mit dem Lied Ho Ho Ho veröffentlichten Teya & Salena am 17. November 2023 einen weiteren Song. Gleichzeitig gaben die beiden bekannt, dass dies ihr letzter gemeinsamer Song sein würde.

## Diskografie
Singles
- 2023: Who the Hell Is Edgar? (Manifester Music) a
- 2023: Bye Bye Bye
- 2023: Ho Ho Ho